# Bruno Marek (Ballonfahrer)
Bruno Marek (* 28. Mai 1908 in Wien; † 23. Februar 1987 in Wien) war ein österreichischer Flugpionier.

## Leben
Bruno Marek besuchte nach der Volksschule in Maria Enzersdorf das BRG und in der Staatsgewerbeschule Mödling die Abteilung Tiefbau.
Das Interesse am Fliegen begann in Mödling bei der IGÖS, der Interessensgemeinschaft österreichischer Segelflieger. Hier wurden Schulgleiter und ein Rumpfsegelflugzeug gebaut. In der Gemeinschaft traf er auch mit Josef Emmer  zusammen, mit dem er später auch Heißluftballons baute. Während Emmer den Petroleum-Brenner entwickelte, entwarf Marek die Ballonhülle.
Der Ballon OE-Marek-Emmer-2 erreichte in Prag den Höhenweltrekord mit 7.819 Meter. Ein weiterer Versuch erfolgte im selben Jahr von Wien aus, wobei sie eine Höhe von 9.374 Meter erreichten. Dieser Rekord hielt bis 1961. Sachverständiger für Ballons war zu dieser Zeit der ehemalige Oberstleutnant Franz Mannsbarth.
Bis 1938 entwickelte er weiterhin Ballons. Während des Zweiten Weltkrieges wurde er jedoch als Tiefbauer beim Heer eingesetzt. Nach dem Krieg begann er auch mit einem eigenen Tiefbauunternehmen,  die Marek-Mörtinger GesmbH. die aber später wieder geschlossen werden musste. Mit seinen Ballonentwicklungen legte er den Grundstock für spätere Rekordflüge, wie jene von Joschi Starkbaum, die er bis zum Schluss mit Aufmerksamkeit beobachtete.